# تيوفيل جول بيلوز
تيوفيل جول بيلوز (26 فبراير 1807 - 31 مايو 1867) كان كيميائيًا فرنسيًا. ولد في فالوغنس، وتوفي في باريس.
كان والده، إدموند بيلوز، كيميائيًا صناعيًا ومؤلفًا للعديد من الكتيبات الفنية. الابن، بعد قضاء بعض الوقت في صيدلية في لافيري، عمل كمساعد مختبر للوي جوزيف غي ـ لوساك وجان لويس لاسين في باريس من 1827 إلى 1829. في عام 1830 تم تعيينه أستاذًا مشاركًا للكيمياء في ليل، لكنه عاد إلى باريس العام المقبل أصبح متكررًا، ثم أستاذًا في المدرسة متعددة التقانات. كما شغل منصب رئيس قسم الكيمياء في كوليج دو فرانس، وفي عام 1833 أصبح مساعدًا لدار سك العملة وفي عام 1848 رئيسًا للجنة العملات.